# ロンフー県
ロンフー県（ロンフーけん、ベトナム語：Huyện Long Phú / 縣隆富?）は、ベトナム社会主義共和国ソクチャン省の県。面積は263.72km²、人口は113,856人（2016年）である。

## 行政区画
2市鎮9社から構成される。